# One Piece: Tobidase kaizokudan!
One Piece: Tobidase kaizokudan! (ONE PIECE とびだせ海賊団!?, Wan Pīsu: Tobidase kaizokudan!), è un videogioco di ruolo pubblicato e sviluppato da Bandai per PlayStation, basato sul manga e anime One Piece. Il videogioco non è stato distribuito al di fuori del Giappone.

## Trama
La trama del videogioco è differente da quella dell'anime infatti, il giocatore dovrà utilizzare dei personaggi originali che verranno aiutati dalla ciurma di Cappello di Paglia.

## Modalità di gioco
Il gameplay è quello di un RPG. Nel gioco bisognerà affrontare delle battaglie con i nemici presenti nell'anime come i pirati di Albida, la ciurma di Bagy, Smoker e anche alcuni impostori travestiti da ciurma di Cappello di Paglia.

## Accoglienza
Al momento dell'uscita, i quattro recensori della rivista Famitsū hanno dato un punteggio di 29/40.